# South Ford Causeway
Koordinaten: 57° 24′ 12″ N, 7° 19′ 38″ W

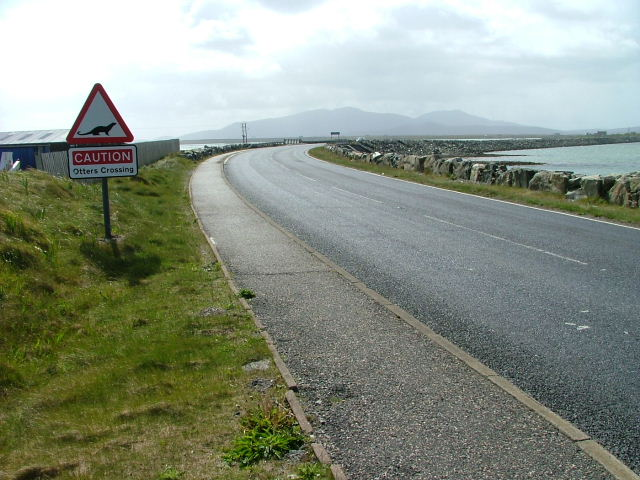
Der South Forth Causeway von Benbecula aus gesehen

Der South Ford Causeway ist ein Straßendamm, der die Hebrideninseln Benbecula und South Uist miteinander verbindet. Er gehört zu einem Netzwerk von Dämmen und Brücken, der die größten Inseln der Inselgruppe Uist verbindet. Er überquert mit einer Länge von etwa 600 m die Meeresstraße South Ford.
Auf der gegenüberliegenden Inselseite verbindet der North Ford Causeway Benbecula im Norden mit der Nachbarinsel North Uist.

## South Ford Bridge
Die South Ford Bridge war das erste Verkehrsbauwerk zwischen zwei Inseln der Äußeren Hebriden. Sie verband Benbecula im Süden nahe der Ortschaft Creagorry mit dem südlich gelegenen South Uist. Die etwa 800 m lange Betonkonstruktion wurde 1942 fertiggestellt. Ihre Fertigstellung zu Zeiten des Zweiten Weltkriegs ist dem Ausbau des Benbecula Airport zum Militärflugplatz zu verdanken, der mit der Fähre in Lochboisdale verbunden werden sollte. Die Brücke war nur einspurig ausgebaut und wurde auf Grund ihres schlechten Zustands Ende der 1970er Jahre zu Gunsten des South Ford Causeway aufgegeben. Nach dem örtlichen Geistlichen, der lange für eine Verbindung der beiden Inseln geworben hatte, wurde sie auch O'Regan′s Bridge (gälisch: Drochaid O′Regan) genannt.

## South Ford Causeway
Der South Ford Causeway wurde im Jahr 1982 fertiggestellt. Die Gesamtkosten inklusive des Abrisses der South Ford Bridge beliefen sich auf 2,2 Millionen £. Um den Verkehr möglichst nicht zu behindern, wurde vor Abriss der Brücke der South Ford Causeway fertiggestellt und im November 1982 eingeweiht. Die Abrissarbeiten dauerten noch bis ins Frühjahr 1983 an.
Der Damm ist etwa 200 m kürzer als die alte Brücke. Dies liegt darin begründet, dass er im Norden nicht direkt auf Benbecula beginnt, sondern auf der vorgelagerten kleinen Insel Creagorry. Bis zu dieser wird die A865, die über den Damm verläuft, auf einer kleinen Brücke geführt. Der South Ford Causeway führt die bisher einzige zweispurige Straße, die von Benbecula zu einer anderen Insel führt. Neben der Fahrbahn ist auch ein Gehweg vorhanden.